# 六合橋
六合橋位於四川省雅安市名山縣，文物遺址年代判定為清。2012年7月16日公佈為第八批四川省文物保護單位。
六合橋位於四川省雅安市名山縣雙河鄉六合村，石質結構，建於清代，占地面積120平方米，東西走向，六涵洞，橫跨於延鎮河上。橋東面有兩通四方形碑記，字跡無法辨認，僅在落款位尚能辨認“咸豐元年”字樣。橋長32.4米，高2.6米，橋樑和橋墩用整塊巨型紅沙石鑿成，橋樑寬1.67米，厚0.57米，橋墩長4.74米，寬0.74米，高2米。每個橋墩兩端分別雕刻有不同式樣的龍頭和龍尾，雕刻工藝精湛，整橋雄偉壯觀，為研究清代建橋技術提供了重要實物資料，具有很高的歷史、藝術和科學價值。1987年，名山縣人民政府公佈為縣級文物保護單位。